# Maricarmen Guerrero
Maricarmen Nicole Guerrero Balarezo (Lima, 17 de enero de 1999) es una voleibolista peruana que juega como bloqueadora central y su equipo actual es el Alianza Lima de Perú. Ha sido internacional con la selección peruana de voleibol femenino.

## Biografía
Nació en Lima, ciudad capital del Perú, el 17 de enero de 1999. Se formó en el colegio Saco Oliveros de Lima, donde comenzó a practicar el vóley desde muy niña. Con ese equipo escolar, formó parte de la selección nacional juvenil que ganó dos Campeonatos Sudamericanos Sub-18 (menores) consecutivos, en Brasil 2012 y Argentina 2013.

## Carrera deportiva

### Clubes
Tras su formación juvenil, Guerrero jugó Túpac Amaru en la temporada 2014-15 y luego en la Universidad de San Martín de Porres, equipo con el que compitió en la Liga Nacional Superior de Vóley del Perú desde la temporada 2015-16 hasta la 2019-20. Posteriormente se incorporó a Rebaza Acosta para disputar la temporada 2020-21 y 2021-22. A mediados de 2022 ficha por Alianza Lima, donde ha continuado su carrera profesional. Con Alianza Lima se consagró campeona nacional en las temporadas 2023-24 y 2024-25, logrando el título de la Liga Peruana de Vóley. También, con el equipo victoriano, consiguió el subcampeonato sudamericano 2025 y la clasificación al Mundial de Clubes de Voleibol Femenino de 2025.

### Selección nacional
Guerrero integró las selecciones juveniles del Perú durante su formación. Como bloqueadora de la selección Sub-18, fue campeona del Sudamericano Juvenil Sub-18 en 2012 y 2013 con la escuadra. En la categoría mayor fue convocada por la Federación Peruana de Vóley para el torneo preolímpico de 2023 en Tokio, formando parte de la nómina oficial anunciada por el entonces técnico nacional Francisco Hervás.

## Estadísticas

### Clubes
| Club                                | País | Temporadas        |
| ----------------------------------- | ---- | ----------------- |
| ACD Túpac Amaru                     | Perú | 2014-15           |
| Universidad de San Martín de Porres | Perú | 2015-16 / 2019-20 |
| Rebaza Acosta                       | Perú | 2020-21 / 2021-22 |
| Alianza Lima                        | Perú | 2022-23 / act.    |

## Palmarés

### Selección nacional

#### Categoría Sub-18
- 2012:  Subcampeona, Sudamericano de Voleibol Femenino Sub-18 de 2012.
- 2013:  Subcampeona, Sudamericano de Voleibol Femenino Sub-18 de 2013.

### Clubes

#### Ligas nacionales
- 2023:  Subcampeona, LNSV 2022-23 con Alianza Lima.
- 2024:  Campeona, LNSV 2023-24 con Alianza Lima.
- 2025:  Campeona, LPV 2024-25 con Alianza Lima.

#### Torneos internacionales
- 2025:  Subcampeona, Campeonato Sudamericano de Clubes de Voleibol Femenino 2025 con Alianza Lima.